# ترومبوسیتوپنی
ترومبوسیتوپنی (به انگلیسی: Thrombocytopenia) به اختلال در پلاکت‌های خون یا ترومبوسیت‌ها گفته می‌شود. این اختلال بیشتر به کاهش شمار آن‌ها به کمتر از ۵۰۰۰۰ در هر میکرولیتر خون، بازمی‌گردد. شمار پلاکت‌ها به‌طور طبیعی حدود ۱۵۰ هزار تا ۴۵۰ هزار عدد در هر میکرولیتر خون می‌باشد. اختلاف تا دو درصد ارزش عددی از این بازه نمی‌تواند بیماری شمرده شود اما تعداد پلاکت‌های زیر ۵۰۰۰۰ به عنوان یک اورژانس به‌شمار می‌رود. و در تعداد زیر ۲۰۰۰۰ خطر مرگ ناشی از خونریزی خودبخودی و کشنده گوارشی و مغزی وجود دارد. معمولاً وجود اختلالات و نارسایی‌ها در هموستاز یا روند انعقاد خون، به صورت خونریزی زیرپوستی و کبودشدگی مخاطی بروز می‌یابد به ویژه اگر دلیل اختلال انعقاد خون کاهش شمار پلاکت‌ها یا عدم کارکرد درست پلاکت‌ها باشد. این لکه‌های خونریزی زیرپوستی (و گاه زیر مخاطی) بر اساس اندازه به نام‌های پتشی، پورپورا و اِکیموز نام‌گذاری می‌شوند.

## علامت‌ها و نشانه‌ها
این اختلال دارای علایم ویژه نیست و معمولأ در یک آزمایش ساده شمارش کامل خون مشخص می‌شود. گاهی بیماران مبتلا به ترومبوسیتوپنی از خونریزی بیرون از بدن مانند خون‌دماغ، خونریزی لثه و نیز خونریزی قاعدگی، گزارش داده‌اند.

## علل ترومبوسیتوپنی
علل ترومبوسیتوپنی می‌تواند ارثی ویا اکتسابی باشد.
ترومبوسیتوپنی می‌تواند در اثر مصرف برخی داروها نیز ایجاد شود. مهم‌ترین داروهایی که می‌توانند باعث ترومبوسیتوپنی شوند شامل موارد زیر می‌باشد:
1. کاربامازپین
2. فنی‌توئین
3. ریفامپین
4. ایزونیازید
5. سولفونامید (دارو)
6. فنوباربیتال
7. هپارین
8. آسپرین

طی درمان با این داروها باید تعداد گلبول‌ها و پلاکت‌های خون چک شود.

### کاهش در پلاکت
علل کاهش تولید
- نارسایی مغز استخوان یا ساپرسیون مغز استخوان یا ارتشاح مغز استخوان
- نقص و کمبود دهیدراسیون، کمبود ویتامین ب۱۲ یا اسید فولیک
- سرطان خون یا سندرم میلودیسپلاستیک ویا کم‌خونی آپلاستیک
- کمبود تولید ترومبوپویتین توسط کبد در نارسایی کبد
- سِپسی و عفونتهای ویروسی مانند ایدز
- سندروم ویسکوت آلدریچ، نشانگان آلپورت ویا الکلیسم مزمن

### افزایش در پلاکت
علل افزایش مانند
- پورپورای ناشناس کاهش پلاکت
- پورپورای ترومبوتیک ترومبوسیتوپنیک
- نشانگان همولیتیک اورمیک
- انعقاد درون‌رگی منتشر
- سندرم مارشیفاوا میشلی
- لوپوس منتشر
- بزرگ‌طحالی
- تب دنگی
- بیماری گوشه

## درمان
درمان ترومبوسیتوپنی بسته به عامل بیماریزا است و درمان‌های مختلف از تزریق پلاکت، پلاسمافرزیس، IVIg، کورتیکواستروئید، اسپلنکتومی، داروهای تضعیف‌کننده ایمنی مانند سیکلوفسفاماید و آزاتیوپرین و تعویض پلاسما وجود دارد.